# Agnes Tuckey
Agnes Katherine Raymond Tuckey (* 8. Juli 1877 in Marylebone, Middlesex, England als Agnes Daniell; † 13. Mai 1972 in Winchester, Hampshire, England) war eine britische Tennisspielerin.
1913 gewann sie zusammen mit Hope Crisp den Wettbewerb im Mixed der Wimbledon Championships bei einem Stand von 3:6 und 5:3 nach einer Aufgabe ihrer Gegenspieler Ethel Thomson Larcombe und James Parke. Im Einzel erreichte sie bei den Wimbledon Championships 1908 mit dem Viertelfinale ihr bestes Resultat.
Tuckeys Sohn Raymond Tuckey war ebenfalls ein erfolgreicher Tennisspieler. Die beiden bildeten 1931 und 1932 das bis heute einzige Mutter-Sohn-Team, das je im Mixed-Bewerb des Turniers von Wimbledon angetreten ist.

## Mixed-Titel
| Nr. | Jahr | Turnier                 | Partner    | Finalgegner                        | Endergebnis |
| 1.  | 1913 | Wimbledon Championships | Hope Crisp | James Parke Ethel Thomson-Larcombe | 3:6, 5:3 r  |